# Vesna Pisarović
Vesna Pisarović (Brčko, 9 aprile 1978) è una cantante croata.
Nata in Jugoslavia nell'allora Repubblica Socialista di Bosnia ed Erzegovina è cresciuta a Požega, in Croazia. Già dall'infanzia la musica è un punto fondamentale della sua vita, frequenta una scuola musicale dove impara a suonare il flauto, canta in un coro e comincia a partecipare a numerosi festival musicali.
Dopo la fine della Jugoslavia e l'indipendenza delle Repubbliche che la costituivano, a metà degli anni novanta si è trasferita a Zagabria, dove ha continuato la sua carriera musicale cantando in locali e scrivendo canzoni. Nel 1997, mentre partecipava al festival musicale Zadarfest, ha incontrato Milana Vlaović. Vlaović iniziò a scrivere canzoni per Vesna.
Nel 2002 Vesna Pisarović ha vinto il Festival Dora, il cui vincitore rappresenta la Croazia all'Eurovision Song Contest. La sua canzone Everything I Want si è poi classificata undicesima all'Eurovision Song Contest 2002. La Pisarović è stata la prima cantante croata a presentare all'Eurofestival una canzone interpretata completamente in inglese; la versione in croato della canzone con cui ha vinto il Dora si intitola Sasvim sigurna. Ha scritto anche la canzone In the Disco che ha rappresentato la Bosnia ed Erzegovina all'Eurovision Song Contest 2004.

## Discografia

### Album
- Da znaš, 2000, miglior album di debutto in Croazia
- Za tebe stvorena, 2001
- Kao da je vrijeme, 2002
- Best Of, 2003
- Pjesma mi je sve, 2003
- V. peti 2005

### Singoli
- Everything I want, 2002

## Premi
Vesna Pisarović ha vinto numerosi premi a numerosi Festival Musicali.